# Заблагар
Заблагар (бур. заабагар — «большой, широкий, открытый»)— деревня в Заларинском районе Иркутской области России. Входит в состав Троицкого муниципального образования. Находится примерно в 29 км к юго-западу от районного центра.

## Население
По данным Всероссийской переписи, в 2010 году в деревне проживали 253 человека (130 мужчин и 123 женщины).